# Kalenna, Skvîra
Kalenna (în ucraineană Каленна) este o comună în raionul Skvîra, regiunea Kiev, Ucraina, formată numai din satul de reședință.

## Demografie
Componența lingvistică a comunei Kalenna
     Ucraineană (99,01%)
     Alte limbi (0,25%)
Conform recensământului din 2001, majoritatea populației comunei Kalenna era vorbitoare de ucraineană (99,01%), existând în minoritate și vorbitori de alte limbi.